# Heliconius paranympha
Heliconius paranympha är en fjärilsart som beskrevs av Hans Ferdinand Emil Julius Stichel 1923. Heliconius paranympha ingår i släktet Heliconius och familjen praktfjärilar. Inga underarter finns listade i Catalogue of Life.